# Kent
Pour les articles homonymes, voir Kent (homonymie).
Le Kent (/ˈkɛnt/) est un comté d’Angleterre situé au sud-est de Londres, entre la Manche et l'estuaire de la Tamise. Son chef-lieu est Maidstone mais son ancienne capitale est Canterbury qui reste le siège primat de l'Église d'Angleterre.

## Histoire

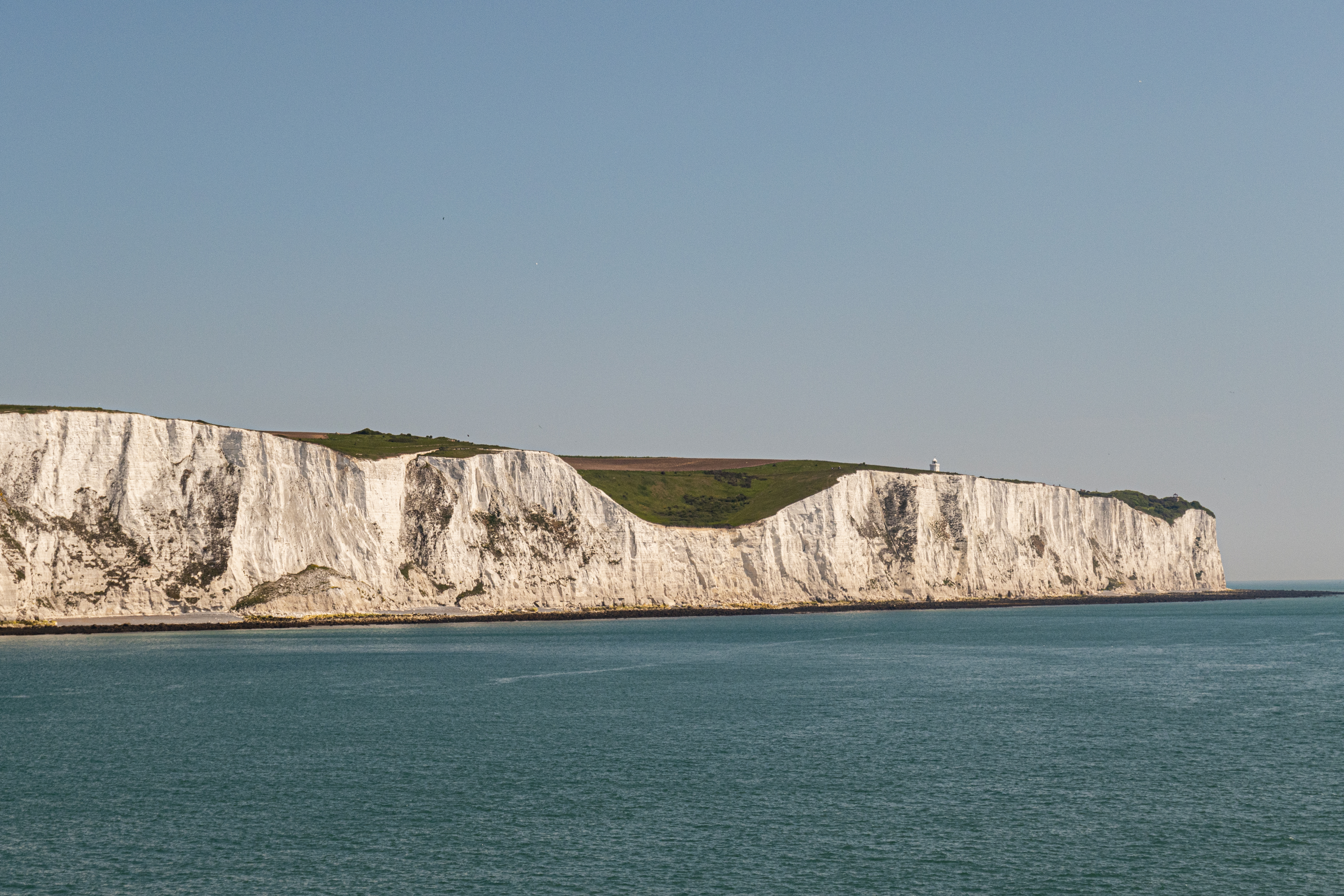
Falaises blanches de Douvres, Kent.

À l'origine son nom dérive de l’une des tribus celtes de Grande-Bretagne, les Cantiaci. Il devint par la suite l’un des royaumes des Jutes, tribu germanique venue du Jutland (partie continentale de l'actuel Danemark). Région d’Angleterre la plus proche du continent, il fut souvent le point d'entrée des invasions, et aussi la principale région d’embarquement pour des voyages lointains.
En 1588, l’Invincible Armada espagnole est battue au large de Gravelines. 
En 1889, lors de la création du comté de Londres, le nord-ouest du Kent (les villes de Deptford, Greenwich, Woolwich, Lee, Eltham, Charlton, Kidbrooke et Lewisham) est détaché. En 1900, cependant, Kent a absorbé le district de Penge. 
En 1894, les parties de Tunbridge Wells et Lamberhurst qui se trouvaient dans le Sussex de l'Est ont été absorbées par Kent.
La bataille d'Angleterre en 1940-1941 se déroule essentiellement au-dessus et au large du Kent.
En 1965, la partie de nord-ouest est de nouveau amputée lors de la formation du Grand Londres, qui formera les boroughs de Bromley et de Bexley.
Parmi ses habitants célèbres, on peut citer Charles Dickens, Charles Darwin, Roald Dahl et Winston Churchill ou l'empereur des Français en exil Napoléon III.

## Géographie
Ses particularités géographiques les plus notables sont les falaises blanches de Douvres (d'où le nom d'Albion) et le pas de Calais. Il y a aussi désormais le débouché du tunnel ferroviaire sous la Manche à Cheriton ainsi que la High Speed 1, la nouvelle ligne à grande vitesse qui relie le tunnel à Londres via Ashford. Les falaises de Douvres sont la fin des collines de craie des North Downs, qui traversent le Kent d'est en ouest. L'île de Thanet, vraiment une péninsule, forme une « bosse » dans le nord-est du comté.
Il est traditionnellement surnommé le « jardin d'Angleterre » pour ses vergers et ses houblonnières. Autrefois, des mines de charbon y étaient exploitées. Il y a une centrale nucléaire sur la côte du Kent au cap Dungeness.
Les Boroughs londoniens de Greenwich et Lewisham étaient rattachés au Kent jusqu’en 1889, tandis que ceux de Bexley et de Bromley en furent détachés en 1965. La plus grande partie du nord-ouest est aujourd'hui englobée dans la banlieue de Londres.
Les aéroports principaux sont Biggin Hill, Headcorn, Lydd, Manston et Rochester.

## Subdivisions

Carte des subdivisions du Kent.

Le Kent est subdivisé en douze districts et une autorité unitaire :
| No | Nom                   | Chef-lieu             | Superficie (km2) | Population (est. 2011) |
| -- | --------------------- | --------------------- | ---------------- | ---------------------- |
| 1  | Sevenoaks             | Sevenoaks             | 370,3            | 115 400                |
| 2  | Dartford              | Dartford              | 72,8             | 97 600                 |
| 3  | Gravesham             | Gravesend             | 99,0             | 101 800                |
| 4  | Tonbridge and Malling | West Malling          | 240,1            | 121 100                |
| 5  | Medway (A.U.)         | Chatham               | 192,0            | 264 900                |
| 6  | Maidstone             | Maidstone             | 393,3            | 155 800                |
| 7  | Tunbridge Wells       | Royal Tunbridge Wells | 331,3            | 115 200                |
| 8  | Swale                 | Sittingbourne         | 373,4            | 136 300                |
| 9  | Ashford               | Ashford               | 580,6            | 118 400                |
| 10 | Cité de Canterbury    | Canterbury            | 308,8            | 150 600                |
| 11 | Folkestone and Hythe  | Folkestone            | 356,7            | 108 200                |
| 12 | Thanet                | Margate               | 103,3            | 134 400                |
| 13 | Dover                 | Douvres               | 314,8            | 111 700                |

## Politique
Le Kent comprend dix-sept circonscriptions parlementaires :
| Nom | Nom                       | Nombre d'électeurs (2010) | Membre du Parlement                   |
| --- | ------------------------- | ------------------------- | ------------------------------------- |
|     | Ashford                   | 72 501                    | Damian Green (Parti conservateur)     |
|     | Canterbury                | 72 745                    | Julian Brazier (Parti conservateur)   |
|     | Chatham and Aylesford     | 66 482                    | Tracey Crouch (Parti conservateur)    |
|     | Dartford                  | 69 741                    | Gareth Johnson (Parti conservateur)   |
|     | Dover                     | 69 932                    | Charlie Elphicke (Parti conservateur) |
|     | Faversham and Mid Kent    | 66 179                    | Helen Whately (Parti conservateur)    |
|     | Folkestone and Hythe      | 72 512                    | Damian Collins (Parti conservateur)   |
|     | Gillingham and Rainham    | 71 539                    | Rehman Chishti (Parti conservateur)   |
|     | Gravesham                 | 70 098                    | Adam Holloway (Parti conservateur)    |
|     | Maidstone and The Weald   | 68 014                    | Helen Grant (Parti conservateur)      |
|     | North Thanet              | 66 026                    | Roger Gale (Parti conservateur)       |
|     | Rochester and Strood      | 40 065                    | Kelly Tolhurst (Parti conservateur)   |
|     | Sevenoaks                 | 69 794                    | Michael Fallon (Parti conservateur)   |
|     | Sittingbourne and Sheppey | 69 349                    | Gordon Henderson (Parti conservateur) |
|     | South Thanet              | 69 501                    | Craig Mackinlay (Parti conservateur)  |
|     | Tonbridge and Malling     | 65 969                    | Thomas Tugendhat (Parti conservateur) |
|     | Tunbridge Wells           | 69 479                    | Greg Clark (Parti conservateur)       |

## Lieux d'intérêt
- Bedgebury Pinetum
- Brenzett
- Canterbury
- Chatham Dockyard, musée maritime, corderie, RNLI lifeboat museum, musée de la police
- Château de Chiddingstone
- Cinque Ports
- Centrale nucléaire de Dungeness
- Château d'Hever
- Headcorn, un petit musée d'aviation et une école de parachutisme
- Île de Grain
- Île de Thanet
- Musée du Kent bataille d'Angleterre
- Château de Leeds
- Aéroport de Manston, avec deux musées aéronautiques
- Abbaye de Minster, Minster-in-Thanet
- Penshurst Place
- Fort romain de Reculver
- Marais Romney
- Royal Engineers Museum de génie militaire, Gillingham
- Château de Scotney
- Abbaye Saint-Augustin, Canterbury
- Galerie Turner Contemporary à Margate
- Chemin des North Downs, un chemin de randonnée pédestre.
- Château de Rochester
- Samphire Hoe Country Park

## Culture
Le Kent héberge Canterbury, le principal centre religieux de l'Angleterre, qui est aussi un centre de pèlerinages et qui fut au Moyen Âge le sujet des Contes de Canterbury de Geoffrey Chaucer, l’un des premiers livres écrits en anglais.

## Chemins de fer historiques
- Chemin de fer de l'est du Kent
- Chemin de fer à vapeur du Kent et de l'est du Sussex
- Chemin de fer Romney, Hythe & Dymchurch

## Divers
Plusieurs navires de la Royal Navy portent le nom de HMS Kent, se référant à ce comté.